# Sistema conjugat

El cinamaldehid és un tipus de compost fenòlic amb un sistema conjugat

En química, un sistema conjugat és un sistema d'orbitals p connectats amb electrons deslocalitzats en compostos que alternen enllaços simples i múltiples.

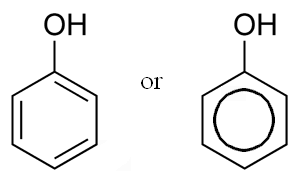
Estructura química del fenol.

Un sistema conjugat ocorre en un compost orgànic on els àtoms units mitjançant enllaç covalentment amb enllaços simples i múltiples alternants (per exemple, C=C-C=C-C) i amb influència mútua per a produir una regió anomenada deslocalització electrònica. En aquesta regió, els electrons no pertanyen a un sol enllaç o àtom, sinó a un grup. Per exemple, el fenol (C₆H₅OH) té un sistema de 6 electrons per damunt i per sota de l'anell pla, i també del grup hidroxil.
El sistema conjugat resulta en una deslocalització general dels electrons de valència a través de tots els orbitals p alineats paral·lelament, cosa que incrementa l'estabilitat i disminueix l'energia global de la molècula.

## Rerefons

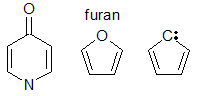
La conjugació pot mantenir-se per la presència de diferents tipus de grups donants d'orbitals p. El furà es considera un sistema conjugat.

La conjugació és possible per altres mitjans diferents al del procés d'alternació d'enllaços simples i dobles.
Els sistemes conjugats tenen propietats úniques que originen colors forts. Molts pigments utilitzen sistemes conjugats d'electrons, com és la llarga cadena conjugada de l'hidrocarbur beta-carotè, que dona lloc al color taronja fort que té la pastanaga i altres vegetals. Els sistemes conjugats amb menys de 8 enllaços dobles acostumen a absorbir només en la regió de la ultraviolada i són incolors a l'ull humà. Els compostos que són blaus i verds generalment el seu color no és només degut a sistemes conjugats d'enllaços dobles.
Aquesta absorció de llum en l'espectre ultraviolat a visible es pot quantificar usant espectroscòpia ultraviolada-visible, i forma la base de la fotoquímica.

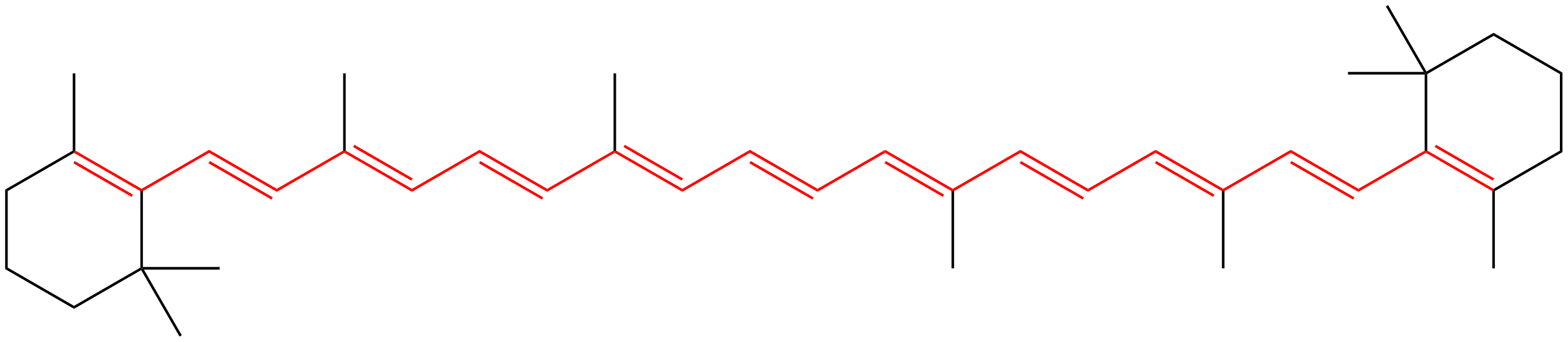
Estructura química del beta-carotè. Es 11 enllaços dobles conjugats que formen el cromòfor de la molècula estan presentats en color roig.

La conjugació en sistemes cíclics dona com a resultat l'aromaticitat, una estabilitat inusual que es troba en molts sistemes cíclic conjugats, com el benzè i els seus derivats, furan i pirrole.
Cal esmentar que no n'hi ha prou amb el simple fet de tenir enllaços simples i múltiples alternants perquè un sistema estigui fortament conjugat.

## Exemples comuns
- Vitamina D
- Vitamina A
- Vitamina B₁₂
- Hemoglobina
- Clorofil·la
- Carotè
- Benzè